# 루이즈 소렐

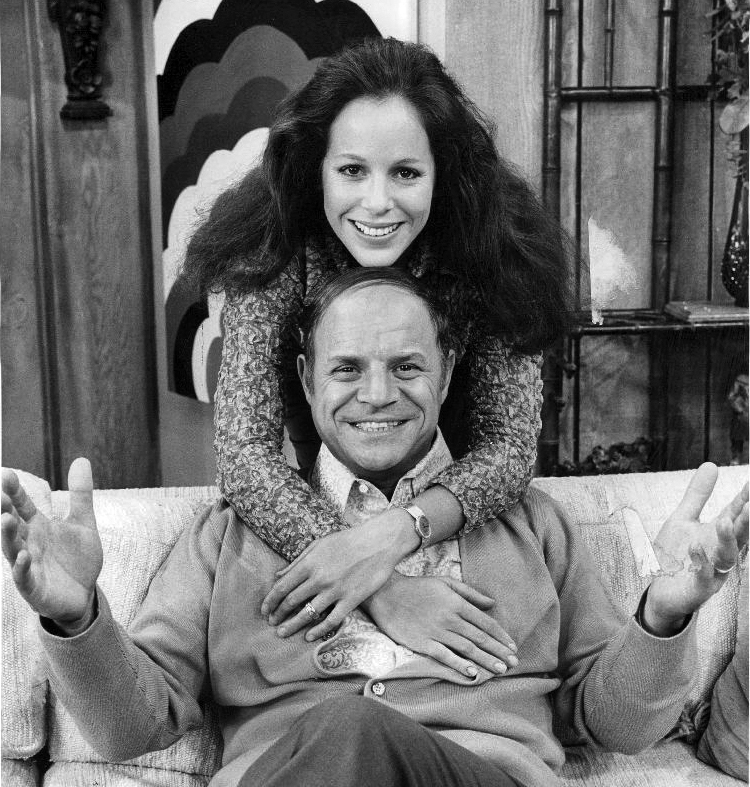

루이즈 소렐(Louise Sorel, 1940년 8월 6일 ~ )은 미국의 영화배우, 연극 배우, 텔레비전 배우이다.
로스앤젤레스에서 태어났다.

## 영화
- 크라임 오브 패션 (1984년)
- 남자 사냥 (1984년)
- 미로 (1982년)
- 에어플레인 2 (1982년)
- 달리는 사이먼 (1981년)
- 낫츠 랜딩 (1979년)
- 조로 (1974년)
- 코작 (1973년)
- 719호의 손님들 (1971년)
- 제6지대 (1970년)
- 닥터 게논 (1969년)
- 원 라이프 투 리브 (1968년)
- 우리 생애 나날들 (1965년)
- 파티스 오버 (1965년)